# Seneca County (Ohio)
 For alternative betydninger, se Seneca County. (Se også artikler, som begynder med Seneca County)
Seneca County er et county i den amerikanske delstat Ohio.

## Demografi
Ifølge folketællingen fra 2000 boede der 58,683 personer i amtet. Der var 22,292 husstande med 15,738 familier. Befolkningstætheden var 41 personer pr. km². Befolkningens etniske sammensætning var som følger: 95.04% hvide, 1.76% afroamerikanere.
Der var 22,292 husstande, hvoraf 33.40% havde børn under 18 år boende. 56.10% var ægtepar, som boede sammen, 10.20% havde en enlig kvindelig forsøger som beboer, og 29.40% var ikke-familier. 24.70% af alle husstande bestod af enlige, og i 10.60% af tilfældene boede der en person som var 65 år eller ældre.
Gennemsnitsindkomsten for en husstand var $38,037 årligt, mens gennemsnitsindkomsten for en familie var på $44,600 årligt.

## By samfund

### Byer
- Bellevue (delvis)
- Fostoria (delvis)
- Tiffin
- Attica
- Bettsville
- Bloomville
- Green Springs (delvis)
- New Riegel
- Republic